# 로로버마어군
로로-버마어군(Lolo-Burmese)은 미얀마(버마)와 중국 남부(윈난성 및 인접 지역) 등지에 걸쳐 사용되는 중국티베트어족 언어들이 이루는 어군이다. 중국에서 해당 언어를 사용하는 소규모 소수민족들은 주로 이족으로 분류되고 있다. 이족의 멸칭인 로로(Lolo)라는 이름을 피하여 Mian-Yi, Burmic 등의 다른 이름을 쓰기도 한다.

## 하위 어군

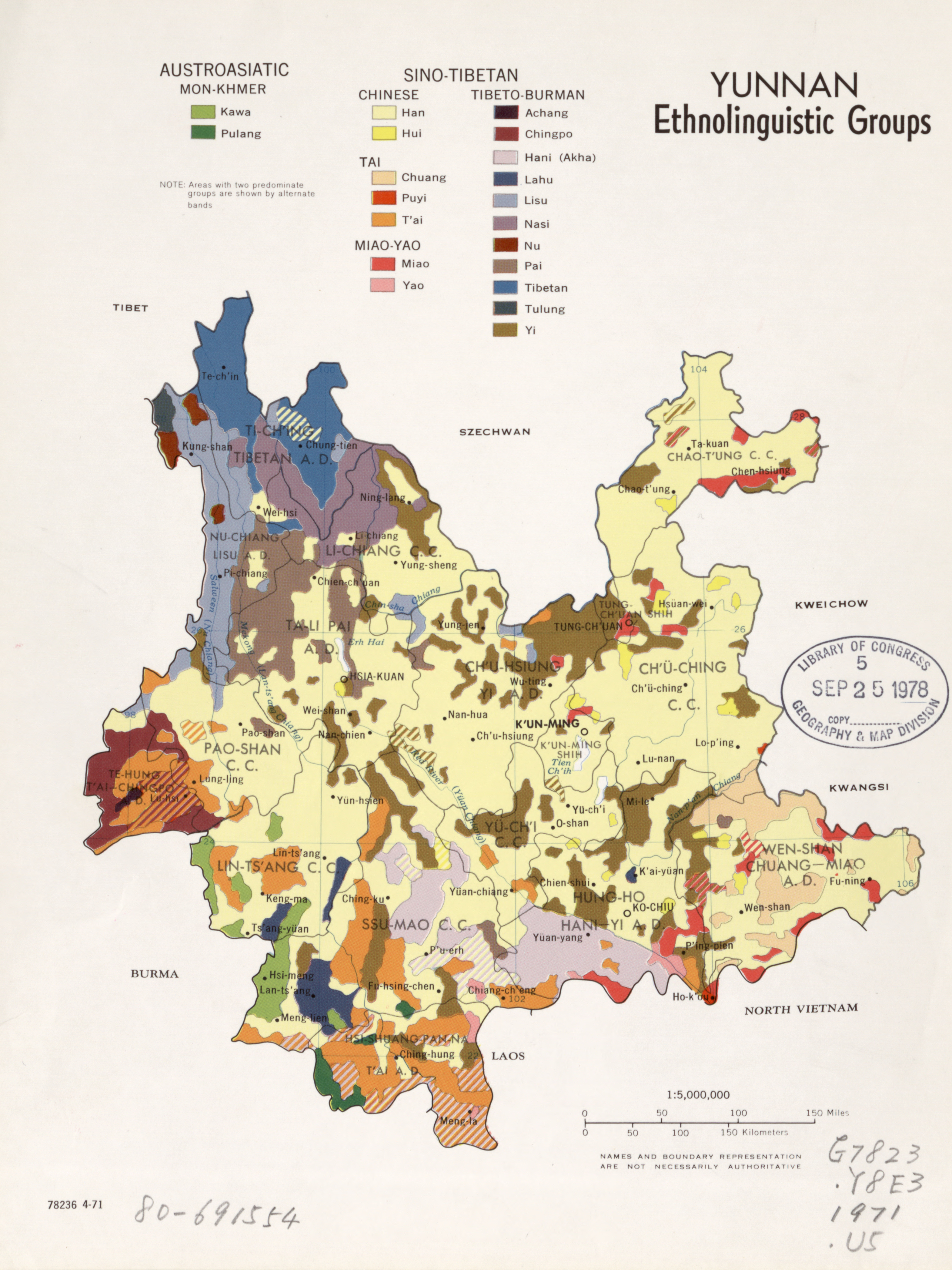
중국 윈난성의 민족-언어 지도

Lama (2012)는 9개 하위 어군의 성립을 인정한다. 특히 그는 몬지어군이 가장, 그리고 버마어군이 그 다음으로 동떨어져 나와 있다고 여기며, 나머지를 통틀어 로로어군(Loloish)으로 부른다.
- 몬지어군
  - 카투어(Kathu), 토우어(Thou), 몬지 제어(Core Mondzish)
- 버마어군
  - 버마어, 아창어, 자이와 제어(Zaiwa)
- 하니어군
  - 하니어(Hani), 아카어 등
- 라후어군
  - 라후어(Lahu) 등
- 나시어군
  - 나시어(Naxi) 등
- 누수어군
  - 누수어(Nusu) 등
- 카초어군
  - 카초어(Katso) 등
- 리수어군
  - 리수어(Lisu), 리포어(Lipo) 등
- 니쑤어군
  - 이 제어(니쑤어, 눠쑤어 등), 사니어(Sani), 아시어(Axi), 풀라 제어(Phula) 등

다만 나시어군의 소속에 대해서는 여러 의견이 분분하며, 또한 일부 학자들은 분류가 명확하지 않은 므루어군(Mruic)을 로로버마어군에 추가하기도 한다. Jacques & Michaud (2011)은 치앙어군과 로로버마어군을 함께 묶어 가설적인 버마-치앙어군을 제안하고 있다.